# Deutsch-libysche Beziehungen
Die Beziehungen zwischen Deutschland und Libyen sind bilaterale Beziehungen zwischen dem mitteleuropäischen Staat Deutschland und dem nordafrikanischen Staat Libyen. Deutschland ist in Libyen mit einer Botschaft in Tripolis (derzeit geschlossen) und einem diplomatischen Büro in Bengasi vertreten, während Libyen eine Botschaft in Berlin (derzeit geschlossen) hat. Das Verhältnis zwischen diesen Ländern war Ende der 1980er Jahre nach einem Bombenanschlag angespannt, verbesserte sich jedoch seitdem durch eine immer engere Zusammenarbeit, insbesondere in wirtschaftlichen Angelegenheiten. Während des libyschen Bürgerkriegs 2011 schloss sich Deutschland jedoch politisch dem Nationalen Übergangsrat an, den es als legitime libysche Regierung anerkannte, nachdem es die Beziehungen zum Regime von Muammar Gaddafi abgebrochen hatte.